# El Marsa (Skikda)
El Marsa è un comune dell'Algeria, situato nella provincia di Skikda.